# (6532) Scarfe
(6532) Scarfe est un astéroïde de la ceinture principale.

## Description
(6532) Scarfe est un astéroïde de la ceinture principale. Il fut découvert le 4 janvier 1995 à Victoria par David D. Balam. Il présente une orbite caractérisée par un demi-grand axe de 3,17 UA, une excentricité de 0,11 et une inclinaison de 5,1° par rapport à l'écliptique.

## Compléments